# Musicians-Seamounts
Koordinaten: 30° 0′ N, 163° 30′ W
Die Musicians-Seamounts oder Komponisten sind eine Gruppe von Tiefseebergen im Nordpazifik nördlich des Hawaii-Archipels, die nach Komponisten wie Beethoven und Bach benannt sind. Sie besteht aus einer relativ genau in nordwest-südöstlicher Richtung verlaufenden Kette einzelner, typisch ausgebildeter Seamounts, die einen Winkel von etwa 30° mit der Hawaii-Kette bildet. Zudem befinden sich östlich des nordwestlichen und südöstlichen Endes dieser Kette annähernd Ost-West-orientierte, relativ langgestreckte Erhebungen.
In den 1990er Jahren bestätigte die Auswertung von Gesteinsproben, die an den Seamounts genommen wurden, deren vulkanischen Ursprung. Das Alter der basaltischen Proben wurde mit 96 bis 75 Millionen Jahre (Oberkreide) ermittelt, wobei die nordwestlichen Seamounts die ältesten waren und das Alter nach Südosten sukzessive abnahm, was die Entstehung dieser Kette durch einen Hotspot, ähnlich wie es für die Hawaii-Emperor-Kette angenommen wird, nahelegt. Die Beprobung der Ost-West-orientierten Rücken Anfang des 21. Jahrhunderts erbrachte jedoch überraschende Erkenntnisse. Diese waren mit 53 bis 47 Millionen Jahren (frühes Eozän) deutlich jünger als die Proben von der Seamount-Kette. Eine eingehende Analyse der Zusammensetzung dieser Proben ergab außerdem, dass diese den an Mittelozeanischen Rücken gebildeten Basalten (MORB) ähnlicher sind als Basalten von Seamounts, die über Hotspots entstanden sind (OIB). Dies wird dahingehend interpretiert, dass in diesem Teil der Pazifischen Platte im frühen Eozän verstärkt tektonische Spannungen auftraten, die zur Reaktivierung alter, tiefreichender Bruchsysteme in der ozeanischen Erdkruste führten. An den reaktivierten Brüchen erfuhr der oberste Mantel eine Druckentlastung in deren Folge dort Magmen mit MORB-Signatur aufschmelzen konnten, die bis zum Meeresgrund aufstiegen und untermeerischen Vulkanismus hervorriefen. Als Ursache für die tektonischen Spannungen wird eine Beschleunigung der nordwest-gerichteten Bewegung der Pazifischen Platte nach der vollständigen Subduktion der Izanagi-Platte unter Ostasien und dem Beginn der Subduktion der Pazifischen Platte an den westlichen Rändern des Pazifikbeckens vor rund 50 Millionen Jahren angenommen. Diese Beschleunigung sei zudem zumindest anteilig verantwortlich für den „Knick“ in der Hawaii-Emperor-Kette.